# Soshanguve
Soshanguve is een stad in het noorden van de Zuid-Afrikaanse provincie Gauteng.
De stad grenst aan de hoofdstad Pretoria. Bij de volkstelling van 2011 had de stad Soshanguve 403.162 inwoners. De agglomeratie had 728.063 inwoners.
Tot 1977 heette de stad Mabopane-East. De naam Soshanguve is een acroniem voor Sotho, Shangaan, Nguni en Venda, wat de multi-etnische samenstelling van de bevolking aangeeft. De belangrijkste Afrikaanse talen van Zuid-Afrika worden in Soshanguve gesproken.